# Carl Schopper
Carl August Schopper (* 14. Juli 1846 in Zeulenroda; † 26. November 1885 in Chemnitz) war ein deutscher Unternehmer und Politiker.

## Leben
Schopper war der Sohn des Strumpffabrikanten Franz Hermann Schopper in Zeulenroda und dessen Ehefrau Agnes Clementine geborene Weißker aus Schleiz. Er war evangelisch-lutherischer Konfession und heiratete 1869 in Amsterdam Ida Sibylle Klatte, die Tochter des Handelsherren Gustav Heinrich Rudolf Klatte in Amsterdam. Albrecht Weißker, Moritz Weißker und Otto Weißker sind Großcousins.
Schopper besuchte zunächst die Bürgerschule in Zeulenroda und danach die Realschule in Plauen mit einem Schwerpunkt auf dem Spracherwerb der englischen und französischen Sprache. Danach machte er eine praktische Strumpfwirkerausbildung und eine kaufmännische Ausbildung unter anderem in einem Großhandelshaus in Hamburg. Daneben unternahm er Bildungsreisen nach Troyes und London, wo er das befreundete englische Handelshaus „Heyne Parker & Co“ besuchte.
Ab dem 15. Juli 1868 war er Mitinhaber des väterlichen Unternehmens „Fa. Heinrich Schopper“, nachdem er dort vorher Prokurist war. Mit dem Tod des Vaters am 12. November 1879 wurden sein Bruder Ferdinand Schopper und er Alleineigentümer. Die Brüder bauten das Unternehmen aus und investierten in moderne Webstühle aus England. Das Unternehmen exportierte seine Waren weltweit, insbesondere in die USA.
Vom 11. November 1878 bis zum 16. November 1881 war er Abgeordneter im Greizer Landtag.